# Porcheresse (Luxemburg)
Porcheresse (Waals: Poitchrece-e-l'-Årdene) is een plaats en deelgemeente van de Belgische gemeente Daverdisse.
Porcheresse ligt in de provincie Luxemburg, net tegen de grens met Namen.

## Geschiedenis
De eerste vermelding van Porcheresse was in 746. Toen waren de varkenskwekerijen (Porcheries) van de Merovingische villa in Graide hier gelegen, vandaar ook de naam.
Porcheresse groeide door de ontginning van ijzererts, en de productie van houtskool voor de ijzernijverheid.
Van de 16de tot de 18de eeuw was het territorium van Porcheresse in twee delen gedeeld: een westelijk deel dat afhing van de hertog van Bouillon, en een oostelijk deel dat afhing van de hertog van Luxemburg en dus deel uitmaakte van het Heilige Roomse Rijk. Tijdens deze periode werd het Hertogdom Bouillon zowel door het Prinsbisdom Luik als door Frankrijk opgeëist, en veranderde meermaals van eigenaar. Tijdens de Franse periode liep er een grens in het midden van het dorp.
Bij het begin van de 19de eeuw begon de productie van klompen, volgens de legende gestart door deserteurs van het napoleontische leger. In 1910, tijdens het hoogtepunt van de klompenproductie, waren 70% van de mannen van het dorp klompenmakers.
Op 22 augustus 1914, bij het begin van de Eerste Wereldoorlog, werden, op enkele uitzonderingen na, bijna alle huizen in Porcheresse afgebrand door het Duitse leger.
Een van de huizen werd gered door een Duitse soldaat die had gemerkt dat er nog een oude man binnen was, die niet had kunnen vluchten.
In 1977 werd Porcheresse een deel van de fusiegemeente Daverdisse.

## Demografische ontwikkeling
- Bronnen:NIS, Opm:1831 tot en met 1970=volkstellingen, 1976= inwoneraantal op 31 december

## Monumenten en bezienswaardigheden
- Klompenmuseum
- Waterpomp uit de 19de eeuw: de waterkracht van de Almache pompte tot 1952 water naar een hoger gelegen reservoir, waarna het water het dorp bevoorraadde.
- Maison des comités: 19 kleine huisjes, gebouwd in 1915 door het Comité de Secours et d'Alimentation du Luxembourg (CSAL), om voor huisvesting te zorgen na het platbranden van het dorp. Oorspronkelijk waren er 31.
- Kasteel van Porcheresse - Chateau Morreau is sinds 1 januari 2018 in handen van baron Morreau en wordt voornamelijk gebruikt voor seminars en bedrijfsactiviteiten, het koetshuis als vakantieverblijf.

## Fotogalerij

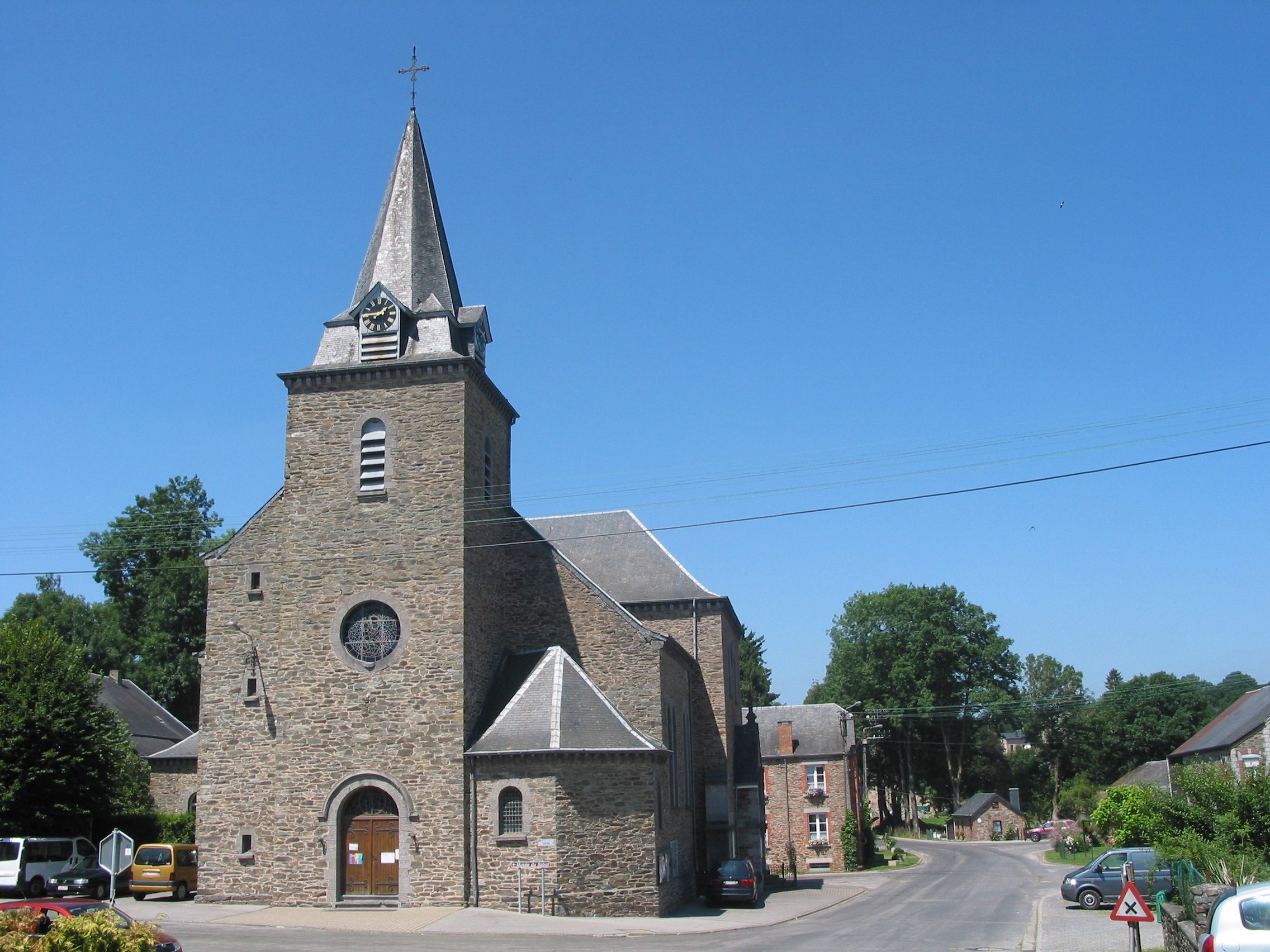
Onze-Lieve-Vrouwe Hemelvaartkerk (1815-1853).
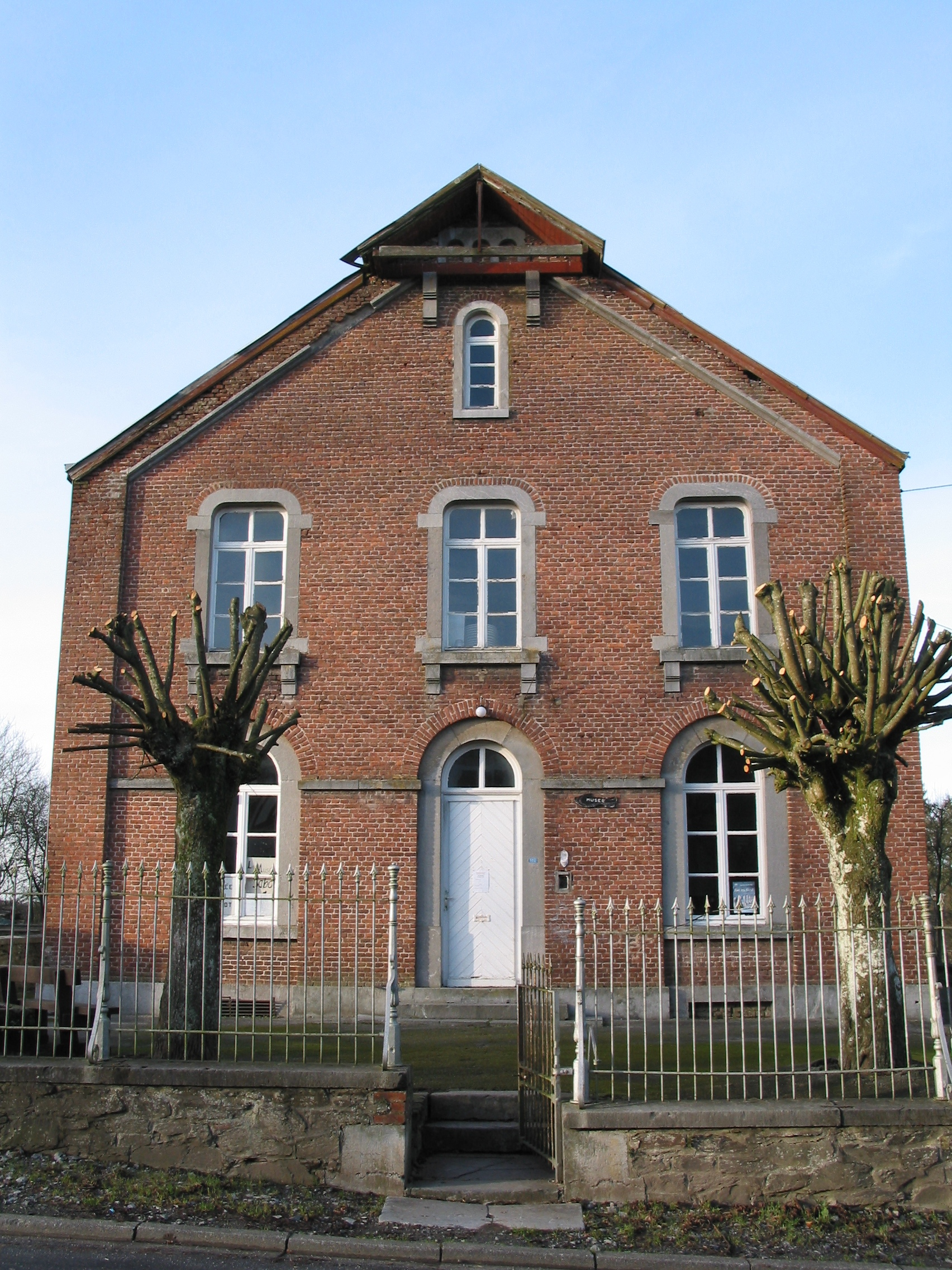
Klompenmuseum (vroegere lagere school).
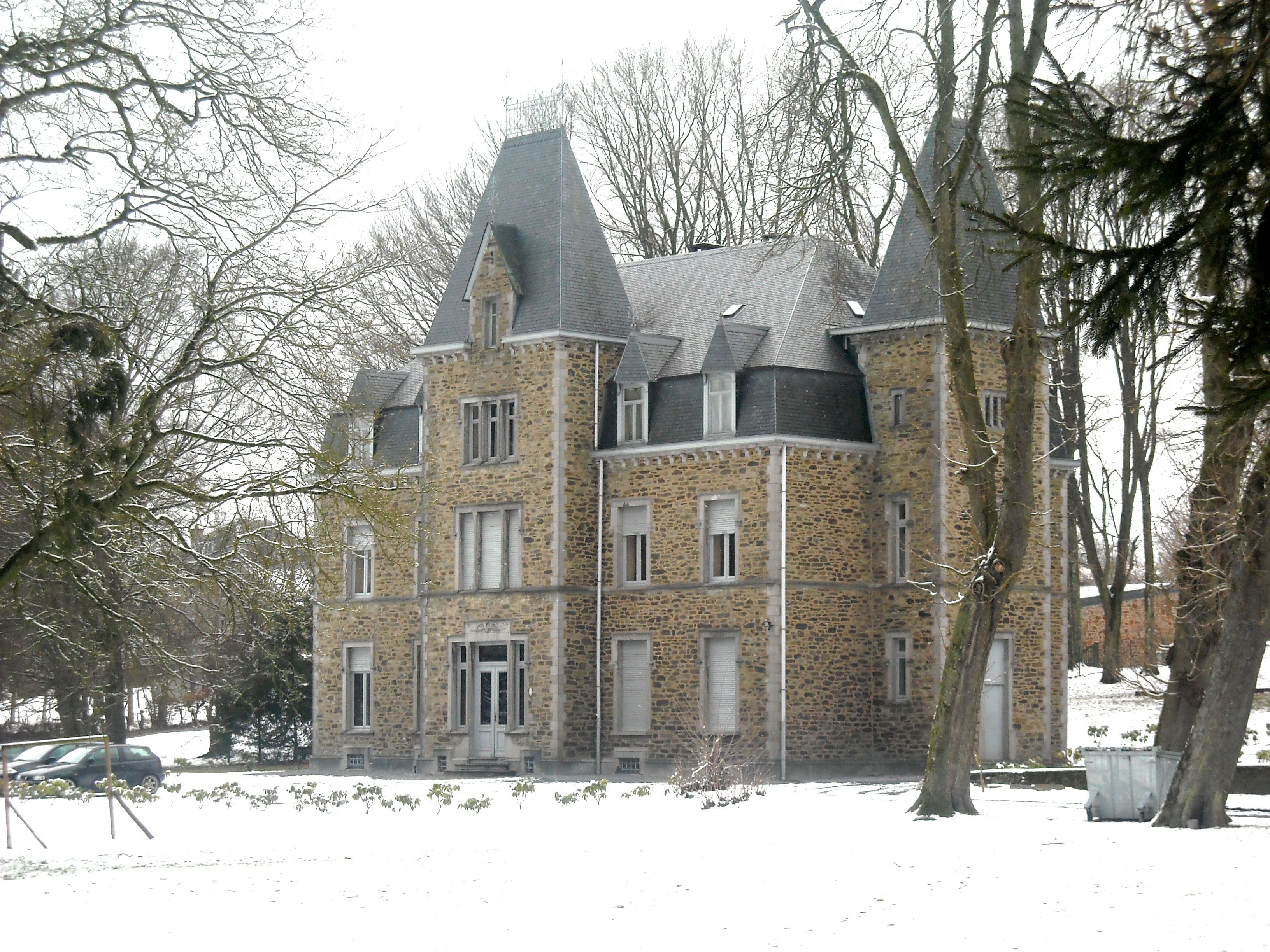
Het kasteel van Porcheresse op het vakantiedomein Les Moines.
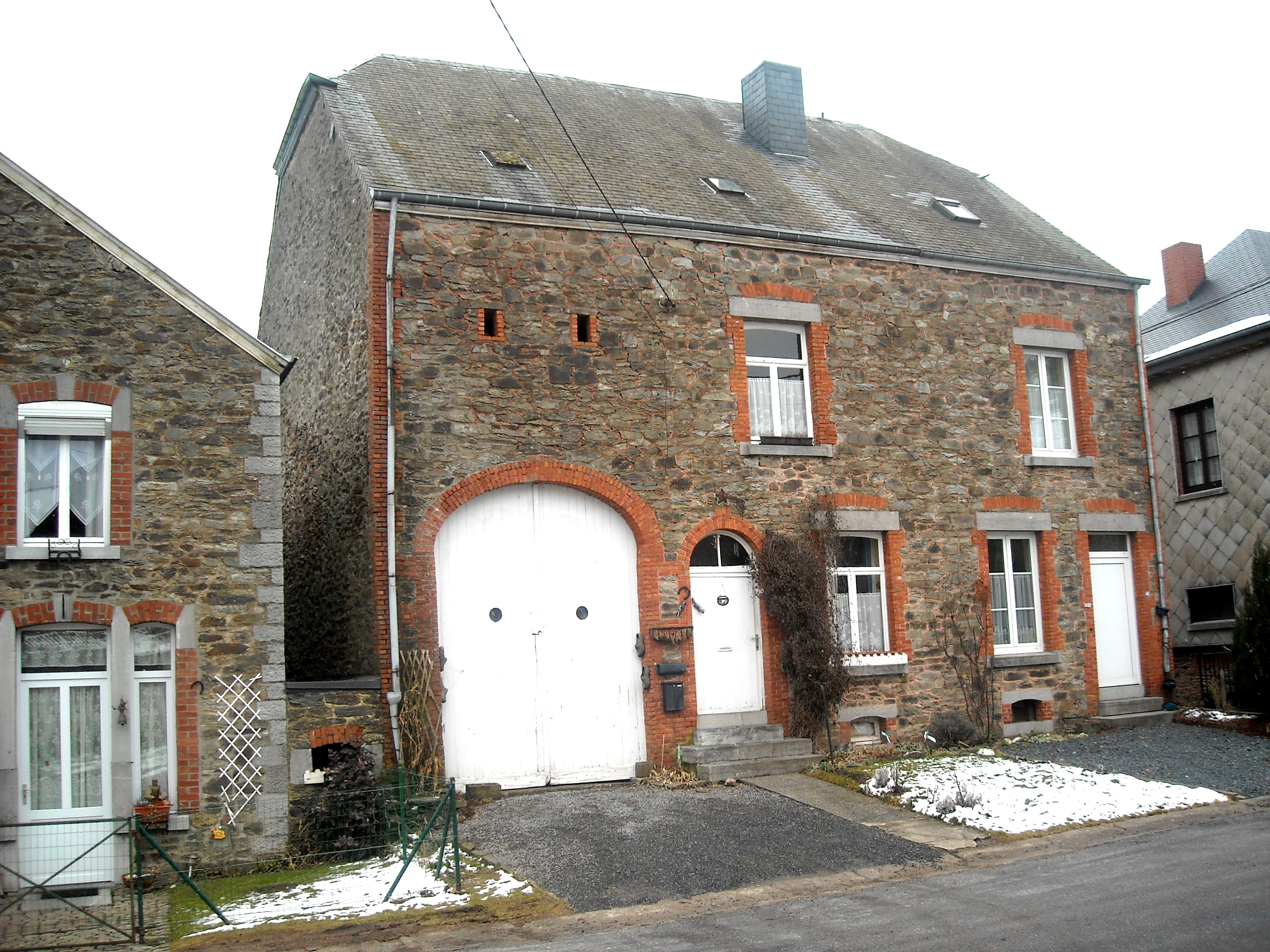
De bakstenen rond de vensters en roze voegen.
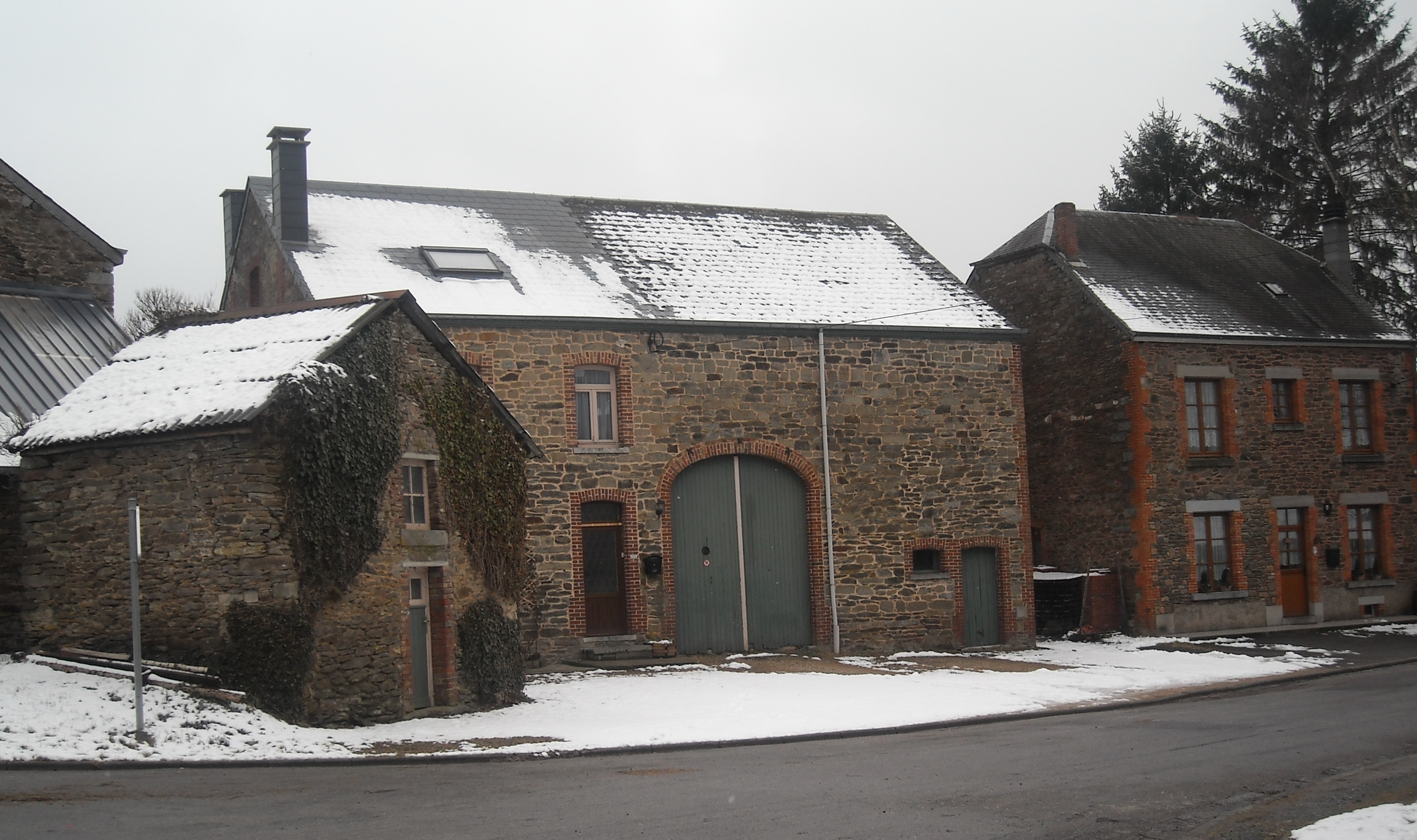
Een typisch Porcheressehuisje met typische muurstijl.
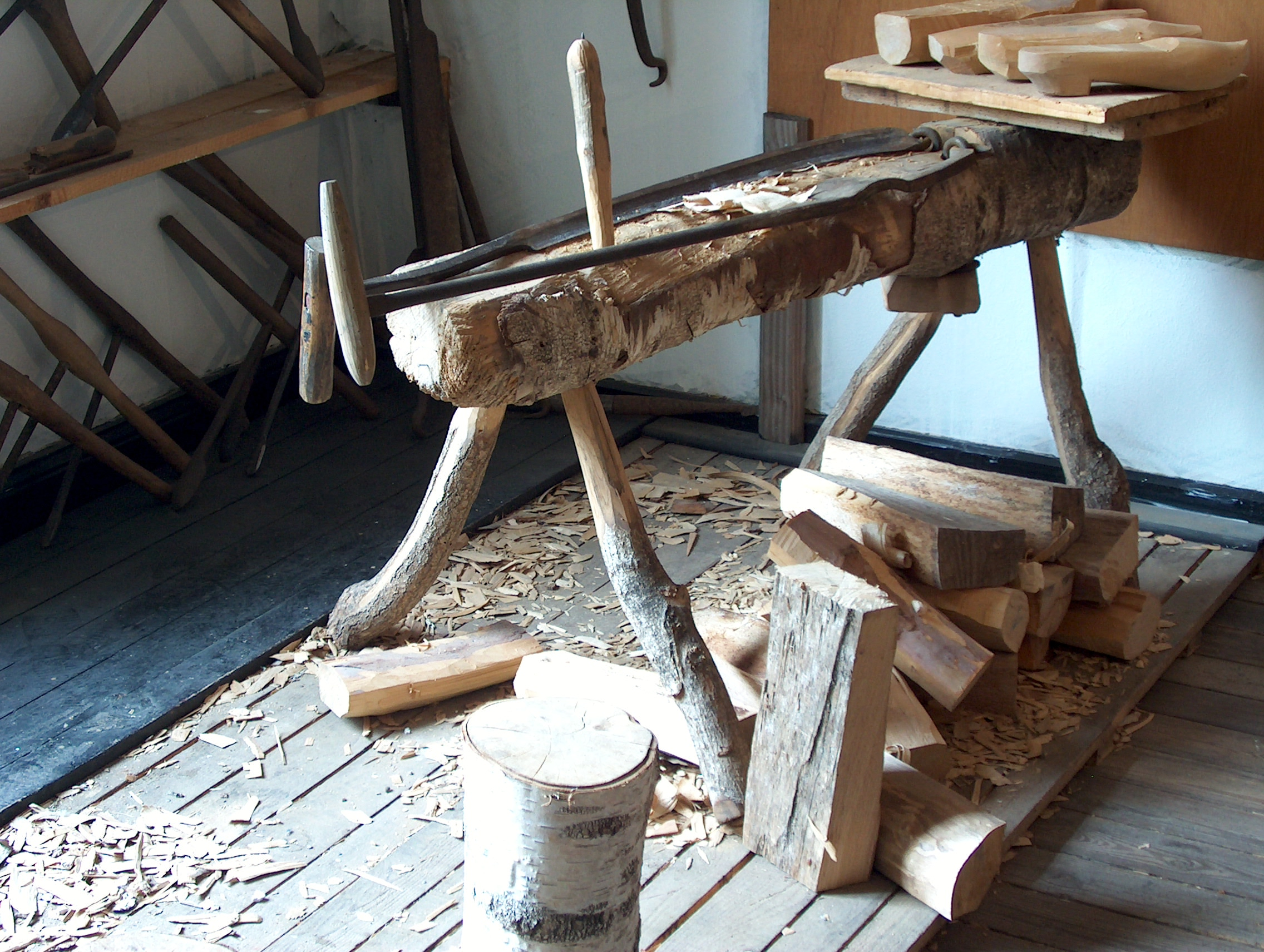
Het Klompenmuseum.
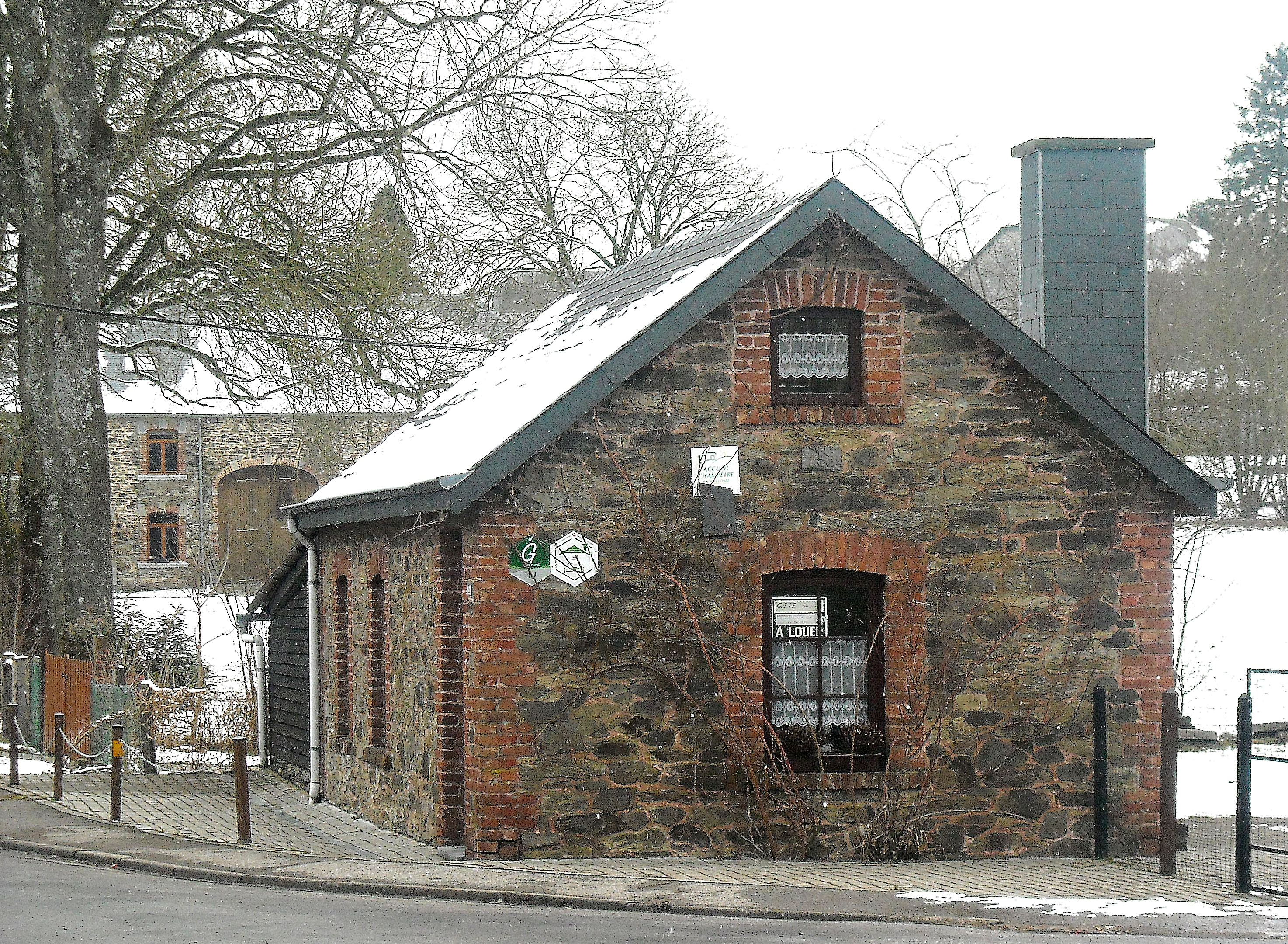
Huisje "du comité".
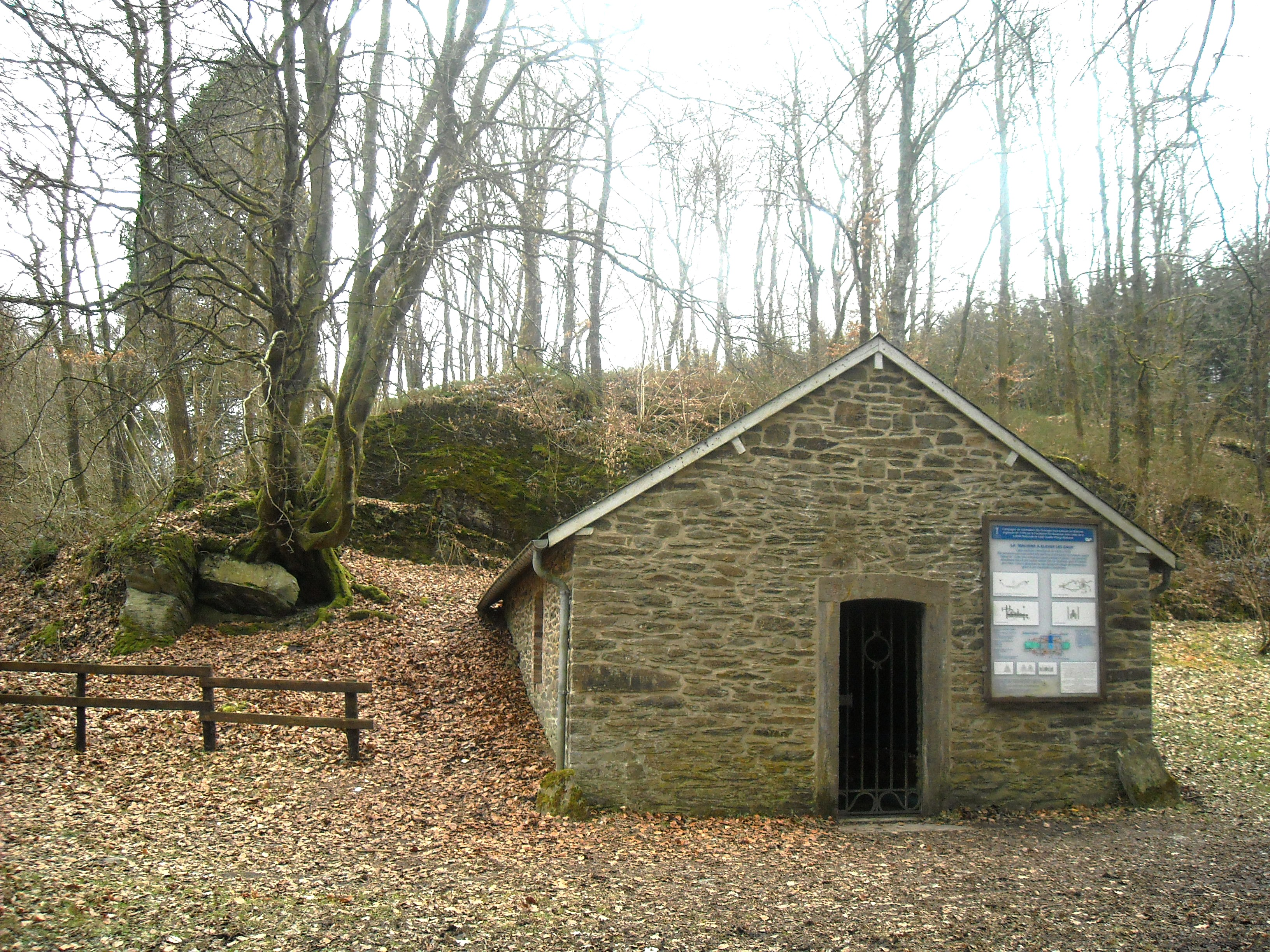
Waterpomp (1870)
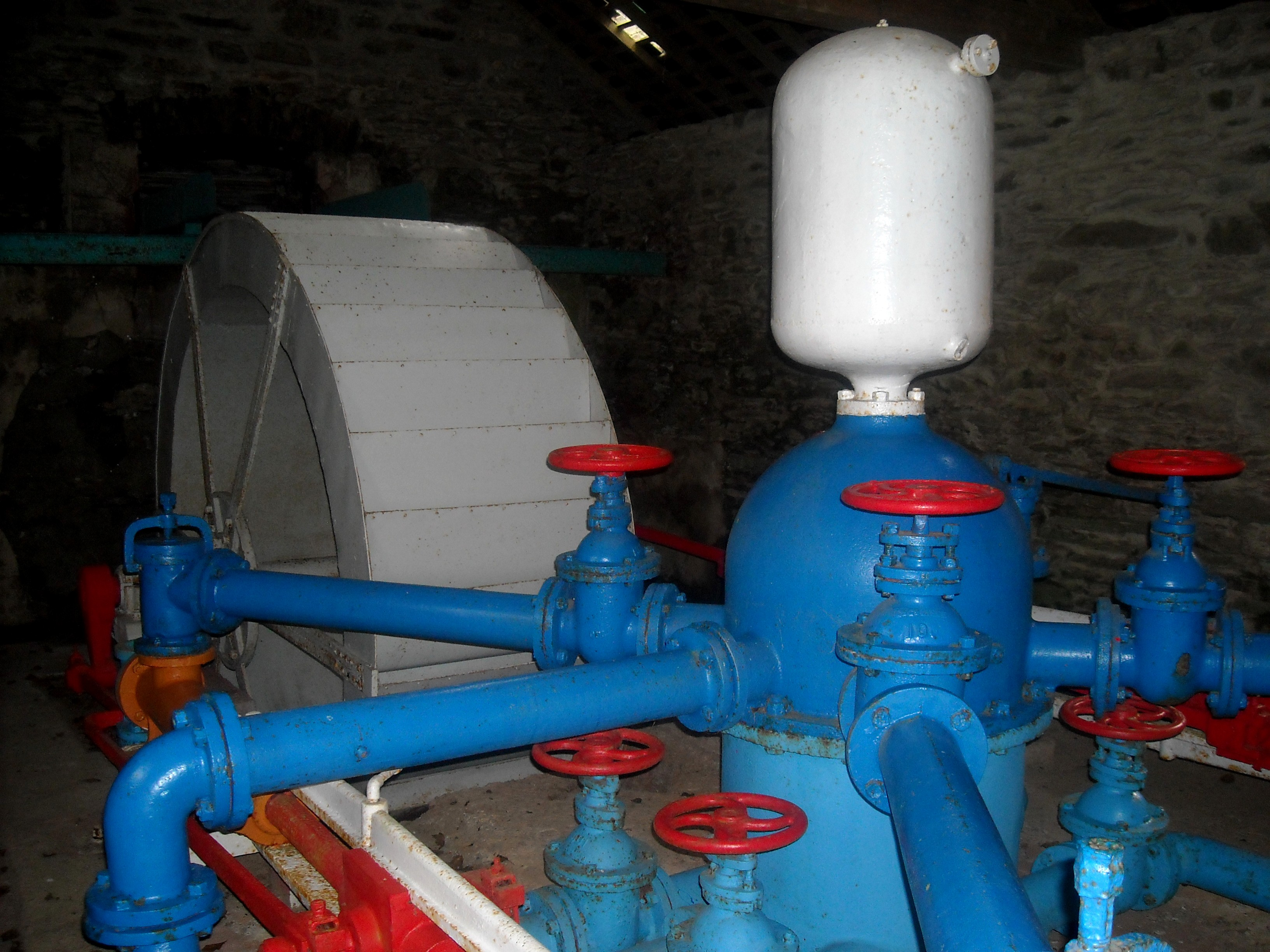
Waterpomp (1870)
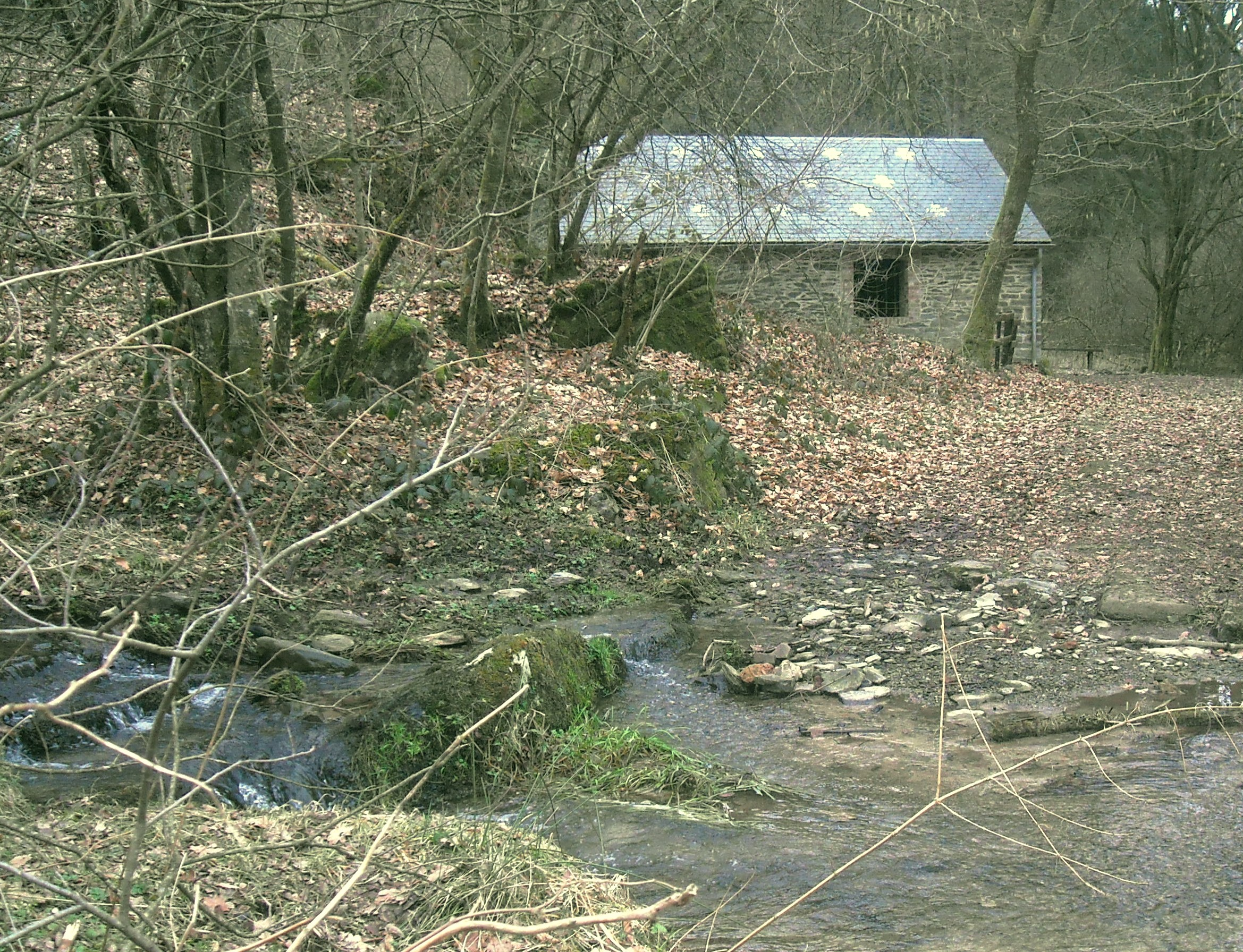
Waterpompwandeling